# أيكيرز (ميزوري)
أيكيرز (بالإنجليزية: Akers)‏ هي إحدى المجتمعات الفردية (غير مصنفة) في ولاية ميزوري في الولايات المتحدة الأمريكية.